# Валладао таск (Валладао-2 тема)
Валладао та́ск — тема в шаховій композиції. Суть теми — в рішенні задачі повинні бути присутні усі незвичні ходи фігур — рокіровка, взяття на проході і перетворення пішака.

## Історія
Ідею запропонував у 1965 році бразильський шаховий композитор Жоакім Монтейро Валладао (15.10.1907 — 1993).
На певних етапах рішення: в загрозі, підготовчих ходах білих чи чорних фігур, або на матуючому ході проходять незвичні ходи фігур — рокіровка, взяття на проході і перетворення пішака.
Ідея дістала назву Валладао таск, в книзі J. Valladäo Monteiro «222 Temas #2» на сторінці 209 описана тема, як Валладао-2 тема. По цій темі в 1966 році бразильська газета «O Globo» провела в двоходівці тематичний шаховий конкурс.
|   | a | b | c | d | e | f | g | h |   |
| 8 | a7 білий пішак · h7 білий пішак · d6 білий слон · g5 чорний пішак · h4 чорний пішак · c3 чорний пішак · d3 білий пішак · e3 білий кінь · e2 білий кінь · g2 білий пішак · a1 біла тура · b1 чорний слон · e1 білий король · h1 чорний король | a7 білий пішак · h7 білий пішак · d6 білий слон · g5 чорний пішак · h4 чорний пішак · c3 чорний пішак · d3 білий пішак · e3 білий кінь · e2 білий кінь · g2 білий пішак · a1 біла тура · b1 чорний слон · e1 білий король · h1 чорний король | a7 білий пішак · h7 білий пішак · d6 білий слон · g5 чорний пішак · h4 чорний пішак · c3 чорний пішак · d3 білий пішак · e3 білий кінь · e2 білий кінь · g2 білий пішак · a1 біла тура · b1 чорний слон · e1 білий король · h1 чорний король | a7 білий пішак · h7 білий пішак · d6 білий слон · g5 чорний пішак · h4 чорний пішак · c3 чорний пішак · d3 білий пішак · e3 білий кінь · e2 білий кінь · g2 білий пішак · a1 біла тура · b1 чорний слон · e1 білий король · h1 чорний король | a7 білий пішак · h7 білий пішак · d6 білий слон · g5 чорний пішак · h4 чорний пішак · c3 чорний пішак · d3 білий пішак · e3 білий кінь · e2 білий кінь · g2 білий пішак · a1 біла тура · b1 чорний слон · e1 білий король · h1 чорний король | a7 білий пішак · h7 білий пішак · d6 білий слон · g5 чорний пішак · h4 чорний пішак · c3 чорний пішак · d3 білий пішак · e3 білий кінь · e2 білий кінь · g2 білий пішак · a1 біла тура · b1 чорний слон · e1 білий король · h1 чорний король | a7 білий пішак · h7 білий пішак · d6 білий слон · g5 чорний пішак · h4 чорний пішак · c3 чорний пішак · d3 білий пішак · e3 білий кінь · e2 білий кінь · g2 білий пішак · a1 біла тура · b1 чорний слон · e1 білий король · h1 чорний король | a7 білий пішак · h7 білий пішак · d6 білий слон · g5 чорний пішак · h4 чорний пішак · c3 чорний пішак · d3 білий пішак · e3 білий кінь · e2 білий кінь · g2 білий пішак · a1 біла тура · b1 чорний слон · e1 білий король · h1 чорний король | 8 |
| 7 | a7 білий пішак · h7 білий пішак · d6 білий слон · g5 чорний пішак · h4 чорний пішак · c3 чорний пішак · d3 білий пішак · e3 білий кінь · e2 білий кінь · g2 білий пішак · a1 біла тура · b1 чорний слон · e1 білий король · h1 чорний король | a7 білий пішак · h7 білий пішак · d6 білий слон · g5 чорний пішак · h4 чорний пішак · c3 чорний пішак · d3 білий пішак · e3 білий кінь · e2 білий кінь · g2 білий пішак · a1 біла тура · b1 чорний слон · e1 білий король · h1 чорний король | a7 білий пішак · h7 білий пішак · d6 білий слон · g5 чорний пішак · h4 чорний пішак · c3 чорний пішак · d3 білий пішак · e3 білий кінь · e2 білий кінь · g2 білий пішак · a1 біла тура · b1 чорний слон · e1 білий король · h1 чорний король | a7 білий пішак · h7 білий пішак · d6 білий слон · g5 чорний пішак · h4 чорний пішак · c3 чорний пішак · d3 білий пішак · e3 білий кінь · e2 білий кінь · g2 білий пішак · a1 біла тура · b1 чорний слон · e1 білий король · h1 чорний король | a7 білий пішак · h7 білий пішак · d6 білий слон · g5 чорний пішак · h4 чорний пішак · c3 чорний пішак · d3 білий пішак · e3 білий кінь · e2 білий кінь · g2 білий пішак · a1 біла тура · b1 чорний слон · e1 білий король · h1 чорний король | a7 білий пішак · h7 білий пішак · d6 білий слон · g5 чорний пішак · h4 чорний пішак · c3 чорний пішак · d3 білий пішак · e3 білий кінь · e2 білий кінь · g2 білий пішак · a1 біла тура · b1 чорний слон · e1 білий король · h1 чорний король | a7 білий пішак · h7 білий пішак · d6 білий слон · g5 чорний пішак · h4 чорний пішак · c3 чорний пішак · d3 білий пішак · e3 білий кінь · e2 білий кінь · g2 білий пішак · a1 біла тура · b1 чорний слон · e1 білий король · h1 чорний король | a7 білий пішак · h7 білий пішак · d6 білий слон · g5 чорний пішак · h4 чорний пішак · c3 чорний пішак · d3 білий пішак · e3 білий кінь · e2 білий кінь · g2 білий пішак · a1 біла тура · b1 чорний слон · e1 білий король · h1 чорний король | 7 |
| 6 | a7 білий пішак · h7 білий пішак · d6 білий слон · g5 чорний пішак · h4 чорний пішак · c3 чорний пішак · d3 білий пішак · e3 білий кінь · e2 білий кінь · g2 білий пішак · a1 біла тура · b1 чорний слон · e1 білий король · h1 чорний король | a7 білий пішак · h7 білий пішак · d6 білий слон · g5 чорний пішак · h4 чорний пішак · c3 чорний пішак · d3 білий пішак · e3 білий кінь · e2 білий кінь · g2 білий пішак · a1 біла тура · b1 чорний слон · e1 білий король · h1 чорний король | a7 білий пішак · h7 білий пішак · d6 білий слон · g5 чорний пішак · h4 чорний пішак · c3 чорний пішак · d3 білий пішак · e3 білий кінь · e2 білий кінь · g2 білий пішак · a1 біла тура · b1 чорний слон · e1 білий король · h1 чорний король | a7 білий пішак · h7 білий пішак · d6 білий слон · g5 чорний пішак · h4 чорний пішак · c3 чорний пішак · d3 білий пішак · e3 білий кінь · e2 білий кінь · g2 білий пішак · a1 біла тура · b1 чорний слон · e1 білий король · h1 чорний король | a7 білий пішак · h7 білий пішак · d6 білий слон · g5 чорний пішак · h4 чорний пішак · c3 чорний пішак · d3 білий пішак · e3 білий кінь · e2 білий кінь · g2 білий пішак · a1 біла тура · b1 чорний слон · e1 білий король · h1 чорний король | a7 білий пішак · h7 білий пішак · d6 білий слон · g5 чорний пішак · h4 чорний пішак · c3 чорний пішак · d3 білий пішак · e3 білий кінь · e2 білий кінь · g2 білий пішак · a1 біла тура · b1 чорний слон · e1 білий король · h1 чорний король | a7 білий пішак · h7 білий пішак · d6 білий слон · g5 чорний пішак · h4 чорний пішак · c3 чорний пішак · d3 білий пішак · e3 білий кінь · e2 білий кінь · g2 білий пішак · a1 біла тура · b1 чорний слон · e1 білий король · h1 чорний король | a7 білий пішак · h7 білий пішак · d6 білий слон · g5 чорний пішак · h4 чорний пішак · c3 чорний пішак · d3 білий пішак · e3 білий кінь · e2 білий кінь · g2 білий пішак · a1 біла тура · b1 чорний слон · e1 білий король · h1 чорний король | 6 |
| 5 | a7 білий пішак · h7 білий пішак · d6 білий слон · g5 чорний пішак · h4 чорний пішак · c3 чорний пішак · d3 білий пішак · e3 білий кінь · e2 білий кінь · g2 білий пішак · a1 біла тура · b1 чорний слон · e1 білий король · h1 чорний король | a7 білий пішак · h7 білий пішак · d6 білий слон · g5 чорний пішак · h4 чорний пішак · c3 чорний пішак · d3 білий пішак · e3 білий кінь · e2 білий кінь · g2 білий пішак · a1 біла тура · b1 чорний слон · e1 білий король · h1 чорний король | a7 білий пішак · h7 білий пішак · d6 білий слон · g5 чорний пішак · h4 чорний пішак · c3 чорний пішак · d3 білий пішак · e3 білий кінь · e2 білий кінь · g2 білий пішак · a1 біла тура · b1 чорний слон · e1 білий король · h1 чорний король | a7 білий пішак · h7 білий пішак · d6 білий слон · g5 чорний пішак · h4 чорний пішак · c3 чорний пішак · d3 білий пішак · e3 білий кінь · e2 білий кінь · g2 білий пішак · a1 біла тура · b1 чорний слон · e1 білий король · h1 чорний король | a7 білий пішак · h7 білий пішак · d6 білий слон · g5 чорний пішак · h4 чорний пішак · c3 чорний пішак · d3 білий пішак · e3 білий кінь · e2 білий кінь · g2 білий пішак · a1 біла тура · b1 чорний слон · e1 білий король · h1 чорний король | a7 білий пішак · h7 білий пішак · d6 білий слон · g5 чорний пішак · h4 чорний пішак · c3 чорний пішак · d3 білий пішак · e3 білий кінь · e2 білий кінь · g2 білий пішак · a1 біла тура · b1 чорний слон · e1 білий король · h1 чорний король | a7 білий пішак · h7 білий пішак · d6 білий слон · g5 чорний пішак · h4 чорний пішак · c3 чорний пішак · d3 білий пішак · e3 білий кінь · e2 білий кінь · g2 білий пішак · a1 біла тура · b1 чорний слон · e1 білий король · h1 чорний король | a7 білий пішак · h7 білий пішак · d6 білий слон · g5 чорний пішак · h4 чорний пішак · c3 чорний пішак · d3 білий пішак · e3 білий кінь · e2 білий кінь · g2 білий пішак · a1 біла тура · b1 чорний слон · e1 білий король · h1 чорний король | 5 |
| 4 | a7 білий пішак · h7 білий пішак · d6 білий слон · g5 чорний пішак · h4 чорний пішак · c3 чорний пішак · d3 білий пішак · e3 білий кінь · e2 білий кінь · g2 білий пішак · a1 біла тура · b1 чорний слон · e1 білий король · h1 чорний король | a7 білий пішак · h7 білий пішак · d6 білий слон · g5 чорний пішак · h4 чорний пішак · c3 чорний пішак · d3 білий пішак · e3 білий кінь · e2 білий кінь · g2 білий пішак · a1 біла тура · b1 чорний слон · e1 білий король · h1 чорний король | a7 білий пішак · h7 білий пішак · d6 білий слон · g5 чорний пішак · h4 чорний пішак · c3 чорний пішак · d3 білий пішак · e3 білий кінь · e2 білий кінь · g2 білий пішак · a1 біла тура · b1 чорний слон · e1 білий король · h1 чорний король | a7 білий пішак · h7 білий пішак · d6 білий слон · g5 чорний пішак · h4 чорний пішак · c3 чорний пішак · d3 білий пішак · e3 білий кінь · e2 білий кінь · g2 білий пішак · a1 біла тура · b1 чорний слон · e1 білий король · h1 чорний король | a7 білий пішак · h7 білий пішак · d6 білий слон · g5 чорний пішак · h4 чорний пішак · c3 чорний пішак · d3 білий пішак · e3 білий кінь · e2 білий кінь · g2 білий пішак · a1 біла тура · b1 чорний слон · e1 білий король · h1 чорний король | a7 білий пішак · h7 білий пішак · d6 білий слон · g5 чорний пішак · h4 чорний пішак · c3 чорний пішак · d3 білий пішак · e3 білий кінь · e2 білий кінь · g2 білий пішак · a1 біла тура · b1 чорний слон · e1 білий король · h1 чорний король | a7 білий пішак · h7 білий пішак · d6 білий слон · g5 чорний пішак · h4 чорний пішак · c3 чорний пішак · d3 білий пішак · e3 білий кінь · e2 білий кінь · g2 білий пішак · a1 біла тура · b1 чорний слон · e1 білий король · h1 чорний король | a7 білий пішак · h7 білий пішак · d6 білий слон · g5 чорний пішак · h4 чорний пішак · c3 чорний пішак · d3 білий пішак · e3 білий кінь · e2 білий кінь · g2 білий пішак · a1 біла тура · b1 чорний слон · e1 білий король · h1 чорний король | 4 |
| 3 | a7 білий пішак · h7 білий пішак · d6 білий слон · g5 чорний пішак · h4 чорний пішак · c3 чорний пішак · d3 білий пішак · e3 білий кінь · e2 білий кінь · g2 білий пішак · a1 біла тура · b1 чорний слон · e1 білий король · h1 чорний король | a7 білий пішак · h7 білий пішак · d6 білий слон · g5 чорний пішак · h4 чорний пішак · c3 чорний пішак · d3 білий пішак · e3 білий кінь · e2 білий кінь · g2 білий пішак · a1 біла тура · b1 чорний слон · e1 білий король · h1 чорний король | a7 білий пішак · h7 білий пішак · d6 білий слон · g5 чорний пішак · h4 чорний пішак · c3 чорний пішак · d3 білий пішак · e3 білий кінь · e2 білий кінь · g2 білий пішак · a1 біла тура · b1 чорний слон · e1 білий король · h1 чорний король | a7 білий пішак · h7 білий пішак · d6 білий слон · g5 чорний пішак · h4 чорний пішак · c3 чорний пішак · d3 білий пішак · e3 білий кінь · e2 білий кінь · g2 білий пішак · a1 біла тура · b1 чорний слон · e1 білий король · h1 чорний король | a7 білий пішак · h7 білий пішак · d6 білий слон · g5 чорний пішак · h4 чорний пішак · c3 чорний пішак · d3 білий пішак · e3 білий кінь · e2 білий кінь · g2 білий пішак · a1 біла тура · b1 чорний слон · e1 білий король · h1 чорний король | a7 білий пішак · h7 білий пішак · d6 білий слон · g5 чорний пішак · h4 чорний пішак · c3 чорний пішак · d3 білий пішак · e3 білий кінь · e2 білий кінь · g2 білий пішак · a1 біла тура · b1 чорний слон · e1 білий король · h1 чорний король | a7 білий пішак · h7 білий пішак · d6 білий слон · g5 чорний пішак · h4 чорний пішак · c3 чорний пішак · d3 білий пішак · e3 білий кінь · e2 білий кінь · g2 білий пішак · a1 біла тура · b1 чорний слон · e1 білий король · h1 чорний король | a7 білий пішак · h7 білий пішак · d6 білий слон · g5 чорний пішак · h4 чорний пішак · c3 чорний пішак · d3 білий пішак · e3 білий кінь · e2 білий кінь · g2 білий пішак · a1 біла тура · b1 чорний слон · e1 білий король · h1 чорний король | 3 |
| 2 | a7 білий пішак · h7 білий пішак · d6 білий слон · g5 чорний пішак · h4 чорний пішак · c3 чорний пішак · d3 білий пішак · e3 білий кінь · e2 білий кінь · g2 білий пішак · a1 біла тура · b1 чорний слон · e1 білий король · h1 чорний король | a7 білий пішак · h7 білий пішак · d6 білий слон · g5 чорний пішак · h4 чорний пішак · c3 чорний пішак · d3 білий пішак · e3 білий кінь · e2 білий кінь · g2 білий пішак · a1 біла тура · b1 чорний слон · e1 білий король · h1 чорний король | a7 білий пішак · h7 білий пішак · d6 білий слон · g5 чорний пішак · h4 чорний пішак · c3 чорний пішак · d3 білий пішак · e3 білий кінь · e2 білий кінь · g2 білий пішак · a1 біла тура · b1 чорний слон · e1 білий король · h1 чорний король | a7 білий пішак · h7 білий пішак · d6 білий слон · g5 чорний пішак · h4 чорний пішак · c3 чорний пішак · d3 білий пішак · e3 білий кінь · e2 білий кінь · g2 білий пішак · a1 біла тура · b1 чорний слон · e1 білий король · h1 чорний король | a7 білий пішак · h7 білий пішак · d6 білий слон · g5 чорний пішак · h4 чорний пішак · c3 чорний пішак · d3 білий пішак · e3 білий кінь · e2 білий кінь · g2 білий пішак · a1 біла тура · b1 чорний слон · e1 білий король · h1 чорний король | a7 білий пішак · h7 білий пішак · d6 білий слон · g5 чорний пішак · h4 чорний пішак · c3 чорний пішак · d3 білий пішак · e3 білий кінь · e2 білий кінь · g2 білий пішак · a1 біла тура · b1 чорний слон · e1 білий король · h1 чорний король | a7 білий пішак · h7 білий пішак · d6 білий слон · g5 чорний пішак · h4 чорний пішак · c3 чорний пішак · d3 білий пішак · e3 білий кінь · e2 білий кінь · g2 білий пішак · a1 біла тура · b1 чорний слон · e1 білий король · h1 чорний король | a7 білий пішак · h7 білий пішак · d6 білий слон · g5 чорний пішак · h4 чорний пішак · c3 чорний пішак · d3 білий пішак · e3 білий кінь · e2 білий кінь · g2 білий пішак · a1 біла тура · b1 чорний слон · e1 білий король · h1 чорний король | 2 |
| 1 | a7 білий пішак · h7 білий пішак · d6 білий слон · g5 чорний пішак · h4 чорний пішак · c3 чорний пішак · d3 білий пішак · e3 білий кінь · e2 білий кінь · g2 білий пішак · a1 біла тура · b1 чорний слон · e1 білий король · h1 чорний король | a7 білий пішак · h7 білий пішак · d6 білий слон · g5 чорний пішак · h4 чорний пішак · c3 чорний пішак · d3 білий пішак · e3 білий кінь · e2 білий кінь · g2 білий пішак · a1 біла тура · b1 чорний слон · e1 білий король · h1 чорний король | a7 білий пішак · h7 білий пішак · d6 білий слон · g5 чорний пішак · h4 чорний пішак · c3 чорний пішак · d3 білий пішак · e3 білий кінь · e2 білий кінь · g2 білий пішак · a1 біла тура · b1 чорний слон · e1 білий король · h1 чорний король | a7 білий пішак · h7 білий пішак · d6 білий слон · g5 чорний пішак · h4 чорний пішак · c3 чорний пішак · d3 білий пішак · e3 білий кінь · e2 білий кінь · g2 білий пішак · a1 біла тура · b1 чорний слон · e1 білий король · h1 чорний король | a7 білий пішак · h7 білий пішак · d6 білий слон · g5 чорний пішак · h4 чорний пішак · c3 чорний пішак · d3 білий пішак · e3 білий кінь · e2 білий кінь · g2 білий пішак · a1 біла тура · b1 чорний слон · e1 білий король · h1 чорний король | a7 білий пішак · h7 білий пішак · d6 білий слон · g5 чорний пішак · h4 чорний пішак · c3 чорний пішак · d3 білий пішак · e3 білий кінь · e2 білий кінь · g2 білий пішак · a1 біла тура · b1 чорний слон · e1 білий король · h1 чорний король | a7 білий пішак · h7 білий пішак · d6 білий слон · g5 чорний пішак · h4 чорний пішак · c3 чорний пішак · d3 білий пішак · e3 білий кінь · e2 білий кінь · g2 білий пішак · a1 біла тура · b1 чорний слон · e1 білий король · h1 чорний король | a7 білий пішак · h7 білий пішак · d6 білий слон · g5 чорний пішак · h4 чорний пішак · c3 чорний пішак · d3 білий пішак · e3 білий кінь · e2 білий кінь · g2 білий пішак · a1 біла тура · b1 чорний слон · e1 білий король · h1 чорний король | 1 |
|   | a | b | c | d | e | f | g | h |   |

FEN: 8/P6P/3B4/6p1/7p/2pPN3/4N1P1/Rb2K2k
1. g4! ~ 2. a8Q#
1. ... hg3 (ep.) 2. h8Q#
1. ... Bxd3         2. 0-0-0#
В загрозі мату і у першому варіанті гри білий пішак перетворюється на ферзя, і в першому варіанті гри є також взяття на проході чорними білого пішака. В другому варіанті — довга рокировка білих.

## Подвоєння теми
При вираженні подвоєння теми повинно пройти двічі перетворення пішаків, двічі рокіровка, і двічі взяття на проході (en passant).
'
|   | a | b | c | d | e | f | g | h |   |
| 8 | c8 білий кінь · g8 чорна тура · b7 чорний пішак · e7 білий пішак · g7 чорний пішак · a6 чорна тура · b6 чорний пішак · e6 чорний король · g6 білий слон · b5 білий ферзь · e5 чорний слон · g5 чорний пішак · h5 білий кінь · d4 чорний пішак · f4 чорний пішак · a3 білий слон · c3 білий пішак · g3 білий пішак · a2 чорний слон · e2 білий пішак · a1 біла тура · e1 білий король · h1 біла тура | c8 білий кінь · g8 чорна тура · b7 чорний пішак · e7 білий пішак · g7 чорний пішак · a6 чорна тура · b6 чорний пішак · e6 чорний король · g6 білий слон · b5 білий ферзь · e5 чорний слон · g5 чорний пішак · h5 білий кінь · d4 чорний пішак · f4 чорний пішак · a3 білий слон · c3 білий пішак · g3 білий пішак · a2 чорний слон · e2 білий пішак · a1 біла тура · e1 білий король · h1 біла тура | c8 білий кінь · g8 чорна тура · b7 чорний пішак · e7 білий пішак · g7 чорний пішак · a6 чорна тура · b6 чорний пішак · e6 чорний король · g6 білий слон · b5 білий ферзь · e5 чорний слон · g5 чорний пішак · h5 білий кінь · d4 чорний пішак · f4 чорний пішак · a3 білий слон · c3 білий пішак · g3 білий пішак · a2 чорний слон · e2 білий пішак · a1 біла тура · e1 білий король · h1 біла тура | c8 білий кінь · g8 чорна тура · b7 чорний пішак · e7 білий пішак · g7 чорний пішак · a6 чорна тура · b6 чорний пішак · e6 чорний король · g6 білий слон · b5 білий ферзь · e5 чорний слон · g5 чорний пішак · h5 білий кінь · d4 чорний пішак · f4 чорний пішак · a3 білий слон · c3 білий пішак · g3 білий пішак · a2 чорний слон · e2 білий пішак · a1 біла тура · e1 білий король · h1 біла тура | c8 білий кінь · g8 чорна тура · b7 чорний пішак · e7 білий пішак · g7 чорний пішак · a6 чорна тура · b6 чорний пішак · e6 чорний король · g6 білий слон · b5 білий ферзь · e5 чорний слон · g5 чорний пішак · h5 білий кінь · d4 чорний пішак · f4 чорний пішак · a3 білий слон · c3 білий пішак · g3 білий пішак · a2 чорний слон · e2 білий пішак · a1 біла тура · e1 білий король · h1 біла тура | c8 білий кінь · g8 чорна тура · b7 чорний пішак · e7 білий пішак · g7 чорний пішак · a6 чорна тура · b6 чорний пішак · e6 чорний король · g6 білий слон · b5 білий ферзь · e5 чорний слон · g5 чорний пішак · h5 білий кінь · d4 чорний пішак · f4 чорний пішак · a3 білий слон · c3 білий пішак · g3 білий пішак · a2 чорний слон · e2 білий пішак · a1 біла тура · e1 білий король · h1 біла тура | c8 білий кінь · g8 чорна тура · b7 чорний пішак · e7 білий пішак · g7 чорний пішак · a6 чорна тура · b6 чорний пішак · e6 чорний король · g6 білий слон · b5 білий ферзь · e5 чорний слон · g5 чорний пішак · h5 білий кінь · d4 чорний пішак · f4 чорний пішак · a3 білий слон · c3 білий пішак · g3 білий пішак · a2 чорний слон · e2 білий пішак · a1 біла тура · e1 білий король · h1 біла тура | c8 білий кінь · g8 чорна тура · b7 чорний пішак · e7 білий пішак · g7 чорний пішак · a6 чорна тура · b6 чорний пішак · e6 чорний король · g6 білий слон · b5 білий ферзь · e5 чорний слон · g5 чорний пішак · h5 білий кінь · d4 чорний пішак · f4 чорний пішак · a3 білий слон · c3 білий пішак · g3 білий пішак · a2 чорний слон · e2 білий пішак · a1 біла тура · e1 білий король · h1 біла тура | 8 |
| 7 | c8 білий кінь · g8 чорна тура · b7 чорний пішак · e7 білий пішак · g7 чорний пішак · a6 чорна тура · b6 чорний пішак · e6 чорний король · g6 білий слон · b5 білий ферзь · e5 чорний слон · g5 чорний пішак · h5 білий кінь · d4 чорний пішак · f4 чорний пішак · a3 білий слон · c3 білий пішак · g3 білий пішак · a2 чорний слон · e2 білий пішак · a1 біла тура · e1 білий король · h1 біла тура | c8 білий кінь · g8 чорна тура · b7 чорний пішак · e7 білий пішак · g7 чорний пішак · a6 чорна тура · b6 чорний пішак · e6 чорний король · g6 білий слон · b5 білий ферзь · e5 чорний слон · g5 чорний пішак · h5 білий кінь · d4 чорний пішак · f4 чорний пішак · a3 білий слон · c3 білий пішак · g3 білий пішак · a2 чорний слон · e2 білий пішак · a1 біла тура · e1 білий король · h1 біла тура | c8 білий кінь · g8 чорна тура · b7 чорний пішак · e7 білий пішак · g7 чорний пішак · a6 чорна тура · b6 чорний пішак · e6 чорний король · g6 білий слон · b5 білий ферзь · e5 чорний слон · g5 чорний пішак · h5 білий кінь · d4 чорний пішак · f4 чорний пішак · a3 білий слон · c3 білий пішак · g3 білий пішак · a2 чорний слон · e2 білий пішак · a1 біла тура · e1 білий король · h1 біла тура | c8 білий кінь · g8 чорна тура · b7 чорний пішак · e7 білий пішак · g7 чорний пішак · a6 чорна тура · b6 чорний пішак · e6 чорний король · g6 білий слон · b5 білий ферзь · e5 чорний слон · g5 чорний пішак · h5 білий кінь · d4 чорний пішак · f4 чорний пішак · a3 білий слон · c3 білий пішак · g3 білий пішак · a2 чорний слон · e2 білий пішак · a1 біла тура · e1 білий король · h1 біла тура | c8 білий кінь · g8 чорна тура · b7 чорний пішак · e7 білий пішак · g7 чорний пішак · a6 чорна тура · b6 чорний пішак · e6 чорний король · g6 білий слон · b5 білий ферзь · e5 чорний слон · g5 чорний пішак · h5 білий кінь · d4 чорний пішак · f4 чорний пішак · a3 білий слон · c3 білий пішак · g3 білий пішак · a2 чорний слон · e2 білий пішак · a1 біла тура · e1 білий король · h1 біла тура | c8 білий кінь · g8 чорна тура · b7 чорний пішак · e7 білий пішак · g7 чорний пішак · a6 чорна тура · b6 чорний пішак · e6 чорний король · g6 білий слон · b5 білий ферзь · e5 чорний слон · g5 чорний пішак · h5 білий кінь · d4 чорний пішак · f4 чорний пішак · a3 білий слон · c3 білий пішак · g3 білий пішак · a2 чорний слон · e2 білий пішак · a1 біла тура · e1 білий король · h1 біла тура | c8 білий кінь · g8 чорна тура · b7 чорний пішак · e7 білий пішак · g7 чорний пішак · a6 чорна тура · b6 чорний пішак · e6 чорний король · g6 білий слон · b5 білий ферзь · e5 чорний слон · g5 чорний пішак · h5 білий кінь · d4 чорний пішак · f4 чорний пішак · a3 білий слон · c3 білий пішак · g3 білий пішак · a2 чорний слон · e2 білий пішак · a1 біла тура · e1 білий король · h1 біла тура | c8 білий кінь · g8 чорна тура · b7 чорний пішак · e7 білий пішак · g7 чорний пішак · a6 чорна тура · b6 чорний пішак · e6 чорний король · g6 білий слон · b5 білий ферзь · e5 чорний слон · g5 чорний пішак · h5 білий кінь · d4 чорний пішак · f4 чорний пішак · a3 білий слон · c3 білий пішак · g3 білий пішак · a2 чорний слон · e2 білий пішак · a1 біла тура · e1 білий король · h1 біла тура | 7 |
| 6 | c8 білий кінь · g8 чорна тура · b7 чорний пішак · e7 білий пішак · g7 чорний пішак · a6 чорна тура · b6 чорний пішак · e6 чорний король · g6 білий слон · b5 білий ферзь · e5 чорний слон · g5 чорний пішак · h5 білий кінь · d4 чорний пішак · f4 чорний пішак · a3 білий слон · c3 білий пішак · g3 білий пішак · a2 чорний слон · e2 білий пішак · a1 біла тура · e1 білий король · h1 біла тура | c8 білий кінь · g8 чорна тура · b7 чорний пішак · e7 білий пішак · g7 чорний пішак · a6 чорна тура · b6 чорний пішак · e6 чорний король · g6 білий слон · b5 білий ферзь · e5 чорний слон · g5 чорний пішак · h5 білий кінь · d4 чорний пішак · f4 чорний пішак · a3 білий слон · c3 білий пішак · g3 білий пішак · a2 чорний слон · e2 білий пішак · a1 біла тура · e1 білий король · h1 біла тура | c8 білий кінь · g8 чорна тура · b7 чорний пішак · e7 білий пішак · g7 чорний пішак · a6 чорна тура · b6 чорний пішак · e6 чорний король · g6 білий слон · b5 білий ферзь · e5 чорний слон · g5 чорний пішак · h5 білий кінь · d4 чорний пішак · f4 чорний пішак · a3 білий слон · c3 білий пішак · g3 білий пішак · a2 чорний слон · e2 білий пішак · a1 біла тура · e1 білий король · h1 біла тура | c8 білий кінь · g8 чорна тура · b7 чорний пішак · e7 білий пішак · g7 чорний пішак · a6 чорна тура · b6 чорний пішак · e6 чорний король · g6 білий слон · b5 білий ферзь · e5 чорний слон · g5 чорний пішак · h5 білий кінь · d4 чорний пішак · f4 чорний пішак · a3 білий слон · c3 білий пішак · g3 білий пішак · a2 чорний слон · e2 білий пішак · a1 біла тура · e1 білий король · h1 біла тура | c8 білий кінь · g8 чорна тура · b7 чорний пішак · e7 білий пішак · g7 чорний пішак · a6 чорна тура · b6 чорний пішак · e6 чорний король · g6 білий слон · b5 білий ферзь · e5 чорний слон · g5 чорний пішак · h5 білий кінь · d4 чорний пішак · f4 чорний пішак · a3 білий слон · c3 білий пішак · g3 білий пішак · a2 чорний слон · e2 білий пішак · a1 біла тура · e1 білий король · h1 біла тура | c8 білий кінь · g8 чорна тура · b7 чорний пішак · e7 білий пішак · g7 чорний пішак · a6 чорна тура · b6 чорний пішак · e6 чорний король · g6 білий слон · b5 білий ферзь · e5 чорний слон · g5 чорний пішак · h5 білий кінь · d4 чорний пішак · f4 чорний пішак · a3 білий слон · c3 білий пішак · g3 білий пішак · a2 чорний слон · e2 білий пішак · a1 біла тура · e1 білий король · h1 біла тура | c8 білий кінь · g8 чорна тура · b7 чорний пішак · e7 білий пішак · g7 чорний пішак · a6 чорна тура · b6 чорний пішак · e6 чорний король · g6 білий слон · b5 білий ферзь · e5 чорний слон · g5 чорний пішак · h5 білий кінь · d4 чорний пішак · f4 чорний пішак · a3 білий слон · c3 білий пішак · g3 білий пішак · a2 чорний слон · e2 білий пішак · a1 біла тура · e1 білий король · h1 біла тура | c8 білий кінь · g8 чорна тура · b7 чорний пішак · e7 білий пішак · g7 чорний пішак · a6 чорна тура · b6 чорний пішак · e6 чорний король · g6 білий слон · b5 білий ферзь · e5 чорний слон · g5 чорний пішак · h5 білий кінь · d4 чорний пішак · f4 чорний пішак · a3 білий слон · c3 білий пішак · g3 білий пішак · a2 чорний слон · e2 білий пішак · a1 біла тура · e1 білий король · h1 біла тура | 6 |
| 5 | c8 білий кінь · g8 чорна тура · b7 чорний пішак · e7 білий пішак · g7 чорний пішак · a6 чорна тура · b6 чорний пішак · e6 чорний король · g6 білий слон · b5 білий ферзь · e5 чорний слон · g5 чорний пішак · h5 білий кінь · d4 чорний пішак · f4 чорний пішак · a3 білий слон · c3 білий пішак · g3 білий пішак · a2 чорний слон · e2 білий пішак · a1 біла тура · e1 білий король · h1 біла тура | c8 білий кінь · g8 чорна тура · b7 чорний пішак · e7 білий пішак · g7 чорний пішак · a6 чорна тура · b6 чорний пішак · e6 чорний король · g6 білий слон · b5 білий ферзь · e5 чорний слон · g5 чорний пішак · h5 білий кінь · d4 чорний пішак · f4 чорний пішак · a3 білий слон · c3 білий пішак · g3 білий пішак · a2 чорний слон · e2 білий пішак · a1 біла тура · e1 білий король · h1 біла тура | c8 білий кінь · g8 чорна тура · b7 чорний пішак · e7 білий пішак · g7 чорний пішак · a6 чорна тура · b6 чорний пішак · e6 чорний король · g6 білий слон · b5 білий ферзь · e5 чорний слон · g5 чорний пішак · h5 білий кінь · d4 чорний пішак · f4 чорний пішак · a3 білий слон · c3 білий пішак · g3 білий пішак · a2 чорний слон · e2 білий пішак · a1 біла тура · e1 білий король · h1 біла тура | c8 білий кінь · g8 чорна тура · b7 чорний пішак · e7 білий пішак · g7 чорний пішак · a6 чорна тура · b6 чорний пішак · e6 чорний король · g6 білий слон · b5 білий ферзь · e5 чорний слон · g5 чорний пішак · h5 білий кінь · d4 чорний пішак · f4 чорний пішак · a3 білий слон · c3 білий пішак · g3 білий пішак · a2 чорний слон · e2 білий пішак · a1 біла тура · e1 білий король · h1 біла тура | c8 білий кінь · g8 чорна тура · b7 чорний пішак · e7 білий пішак · g7 чорний пішак · a6 чорна тура · b6 чорний пішак · e6 чорний король · g6 білий слон · b5 білий ферзь · e5 чорний слон · g5 чорний пішак · h5 білий кінь · d4 чорний пішак · f4 чорний пішак · a3 білий слон · c3 білий пішак · g3 білий пішак · a2 чорний слон · e2 білий пішак · a1 біла тура · e1 білий король · h1 біла тура | c8 білий кінь · g8 чорна тура · b7 чорний пішак · e7 білий пішак · g7 чорний пішак · a6 чорна тура · b6 чорний пішак · e6 чорний король · g6 білий слон · b5 білий ферзь · e5 чорний слон · g5 чорний пішак · h5 білий кінь · d4 чорний пішак · f4 чорний пішак · a3 білий слон · c3 білий пішак · g3 білий пішак · a2 чорний слон · e2 білий пішак · a1 біла тура · e1 білий король · h1 біла тура | c8 білий кінь · g8 чорна тура · b7 чорний пішак · e7 білий пішак · g7 чорний пішак · a6 чорна тура · b6 чорний пішак · e6 чорний король · g6 білий слон · b5 білий ферзь · e5 чорний слон · g5 чорний пішак · h5 білий кінь · d4 чорний пішак · f4 чорний пішак · a3 білий слон · c3 білий пішак · g3 білий пішак · a2 чорний слон · e2 білий пішак · a1 біла тура · e1 білий король · h1 біла тура | c8 білий кінь · g8 чорна тура · b7 чорний пішак · e7 білий пішак · g7 чорний пішак · a6 чорна тура · b6 чорний пішак · e6 чорний король · g6 білий слон · b5 білий ферзь · e5 чорний слон · g5 чорний пішак · h5 білий кінь · d4 чорний пішак · f4 чорний пішак · a3 білий слон · c3 білий пішак · g3 білий пішак · a2 чорний слон · e2 білий пішак · a1 біла тура · e1 білий король · h1 біла тура | 5 |
| 4 | c8 білий кінь · g8 чорна тура · b7 чорний пішак · e7 білий пішак · g7 чорний пішак · a6 чорна тура · b6 чорний пішак · e6 чорний король · g6 білий слон · b5 білий ферзь · e5 чорний слон · g5 чорний пішак · h5 білий кінь · d4 чорний пішак · f4 чорний пішак · a3 білий слон · c3 білий пішак · g3 білий пішак · a2 чорний слон · e2 білий пішак · a1 біла тура · e1 білий король · h1 біла тура | c8 білий кінь · g8 чорна тура · b7 чорний пішак · e7 білий пішак · g7 чорний пішак · a6 чорна тура · b6 чорний пішак · e6 чорний король · g6 білий слон · b5 білий ферзь · e5 чорний слон · g5 чорний пішак · h5 білий кінь · d4 чорний пішак · f4 чорний пішак · a3 білий слон · c3 білий пішак · g3 білий пішак · a2 чорний слон · e2 білий пішак · a1 біла тура · e1 білий король · h1 біла тура | c8 білий кінь · g8 чорна тура · b7 чорний пішак · e7 білий пішак · g7 чорний пішак · a6 чорна тура · b6 чорний пішак · e6 чорний король · g6 білий слон · b5 білий ферзь · e5 чорний слон · g5 чорний пішак · h5 білий кінь · d4 чорний пішак · f4 чорний пішак · a3 білий слон · c3 білий пішак · g3 білий пішак · a2 чорний слон · e2 білий пішак · a1 біла тура · e1 білий король · h1 біла тура | c8 білий кінь · g8 чорна тура · b7 чорний пішак · e7 білий пішак · g7 чорний пішак · a6 чорна тура · b6 чорний пішак · e6 чорний король · g6 білий слон · b5 білий ферзь · e5 чорний слон · g5 чорний пішак · h5 білий кінь · d4 чорний пішак · f4 чорний пішак · a3 білий слон · c3 білий пішак · g3 білий пішак · a2 чорний слон · e2 білий пішак · a1 біла тура · e1 білий король · h1 біла тура | c8 білий кінь · g8 чорна тура · b7 чорний пішак · e7 білий пішак · g7 чорний пішак · a6 чорна тура · b6 чорний пішак · e6 чорний король · g6 білий слон · b5 білий ферзь · e5 чорний слон · g5 чорний пішак · h5 білий кінь · d4 чорний пішак · f4 чорний пішак · a3 білий слон · c3 білий пішак · g3 білий пішак · a2 чорний слон · e2 білий пішак · a1 біла тура · e1 білий король · h1 біла тура | c8 білий кінь · g8 чорна тура · b7 чорний пішак · e7 білий пішак · g7 чорний пішак · a6 чорна тура · b6 чорний пішак · e6 чорний король · g6 білий слон · b5 білий ферзь · e5 чорний слон · g5 чорний пішак · h5 білий кінь · d4 чорний пішак · f4 чорний пішак · a3 білий слон · c3 білий пішак · g3 білий пішак · a2 чорний слон · e2 білий пішак · a1 біла тура · e1 білий король · h1 біла тура | c8 білий кінь · g8 чорна тура · b7 чорний пішак · e7 білий пішак · g7 чорний пішак · a6 чорна тура · b6 чорний пішак · e6 чорний король · g6 білий слон · b5 білий ферзь · e5 чорний слон · g5 чорний пішак · h5 білий кінь · d4 чорний пішак · f4 чорний пішак · a3 білий слон · c3 білий пішак · g3 білий пішак · a2 чорний слон · e2 білий пішак · a1 біла тура · e1 білий король · h1 біла тура | c8 білий кінь · g8 чорна тура · b7 чорний пішак · e7 білий пішак · g7 чорний пішак · a6 чорна тура · b6 чорний пішак · e6 чорний король · g6 білий слон · b5 білий ферзь · e5 чорний слон · g5 чорний пішак · h5 білий кінь · d4 чорний пішак · f4 чорний пішак · a3 білий слон · c3 білий пішак · g3 білий пішак · a2 чорний слон · e2 білий пішак · a1 біла тура · e1 білий король · h1 біла тура | 4 |
| 3 | c8 білий кінь · g8 чорна тура · b7 чорний пішак · e7 білий пішак · g7 чорний пішак · a6 чорна тура · b6 чорний пішак · e6 чорний король · g6 білий слон · b5 білий ферзь · e5 чорний слон · g5 чорний пішак · h5 білий кінь · d4 чорний пішак · f4 чорний пішак · a3 білий слон · c3 білий пішак · g3 білий пішак · a2 чорний слон · e2 білий пішак · a1 біла тура · e1 білий король · h1 біла тура | c8 білий кінь · g8 чорна тура · b7 чорний пішак · e7 білий пішак · g7 чорний пішак · a6 чорна тура · b6 чорний пішак · e6 чорний король · g6 білий слон · b5 білий ферзь · e5 чорний слон · g5 чорний пішак · h5 білий кінь · d4 чорний пішак · f4 чорний пішак · a3 білий слон · c3 білий пішак · g3 білий пішак · a2 чорний слон · e2 білий пішак · a1 біла тура · e1 білий король · h1 біла тура | c8 білий кінь · g8 чорна тура · b7 чорний пішак · e7 білий пішак · g7 чорний пішак · a6 чорна тура · b6 чорний пішак · e6 чорний король · g6 білий слон · b5 білий ферзь · e5 чорний слон · g5 чорний пішак · h5 білий кінь · d4 чорний пішак · f4 чорний пішак · a3 білий слон · c3 білий пішак · g3 білий пішак · a2 чорний слон · e2 білий пішак · a1 біла тура · e1 білий король · h1 біла тура | c8 білий кінь · g8 чорна тура · b7 чорний пішак · e7 білий пішак · g7 чорний пішак · a6 чорна тура · b6 чорний пішак · e6 чорний король · g6 білий слон · b5 білий ферзь · e5 чорний слон · g5 чорний пішак · h5 білий кінь · d4 чорний пішак · f4 чорний пішак · a3 білий слон · c3 білий пішак · g3 білий пішак · a2 чорний слон · e2 білий пішак · a1 біла тура · e1 білий король · h1 біла тура | c8 білий кінь · g8 чорна тура · b7 чорний пішак · e7 білий пішак · g7 чорний пішак · a6 чорна тура · b6 чорний пішак · e6 чорний король · g6 білий слон · b5 білий ферзь · e5 чорний слон · g5 чорний пішак · h5 білий кінь · d4 чорний пішак · f4 чорний пішак · a3 білий слон · c3 білий пішак · g3 білий пішак · a2 чорний слон · e2 білий пішак · a1 біла тура · e1 білий король · h1 біла тура | c8 білий кінь · g8 чорна тура · b7 чорний пішак · e7 білий пішак · g7 чорний пішак · a6 чорна тура · b6 чорний пішак · e6 чорний король · g6 білий слон · b5 білий ферзь · e5 чорний слон · g5 чорний пішак · h5 білий кінь · d4 чорний пішак · f4 чорний пішак · a3 білий слон · c3 білий пішак · g3 білий пішак · a2 чорний слон · e2 білий пішак · a1 біла тура · e1 білий король · h1 біла тура | c8 білий кінь · g8 чорна тура · b7 чорний пішак · e7 білий пішак · g7 чорний пішак · a6 чорна тура · b6 чорний пішак · e6 чорний король · g6 білий слон · b5 білий ферзь · e5 чорний слон · g5 чорний пішак · h5 білий кінь · d4 чорний пішак · f4 чорний пішак · a3 білий слон · c3 білий пішак · g3 білий пішак · a2 чорний слон · e2 білий пішак · a1 біла тура · e1 білий король · h1 біла тура | c8 білий кінь · g8 чорна тура · b7 чорний пішак · e7 білий пішак · g7 чорний пішак · a6 чорна тура · b6 чорний пішак · e6 чорний король · g6 білий слон · b5 білий ферзь · e5 чорний слон · g5 чорний пішак · h5 білий кінь · d4 чорний пішак · f4 чорний пішак · a3 білий слон · c3 білий пішак · g3 білий пішак · a2 чорний слон · e2 білий пішак · a1 біла тура · e1 білий король · h1 біла тура | 3 |
| 2 | c8 білий кінь · g8 чорна тура · b7 чорний пішак · e7 білий пішак · g7 чорний пішак · a6 чорна тура · b6 чорний пішак · e6 чорний король · g6 білий слон · b5 білий ферзь · e5 чорний слон · g5 чорний пішак · h5 білий кінь · d4 чорний пішак · f4 чорний пішак · a3 білий слон · c3 білий пішак · g3 білий пішак · a2 чорний слон · e2 білий пішак · a1 біла тура · e1 білий король · h1 біла тура | c8 білий кінь · g8 чорна тура · b7 чорний пішак · e7 білий пішак · g7 чорний пішак · a6 чорна тура · b6 чорний пішак · e6 чорний король · g6 білий слон · b5 білий ферзь · e5 чорний слон · g5 чорний пішак · h5 білий кінь · d4 чорний пішак · f4 чорний пішак · a3 білий слон · c3 білий пішак · g3 білий пішак · a2 чорний слон · e2 білий пішак · a1 біла тура · e1 білий король · h1 біла тура | c8 білий кінь · g8 чорна тура · b7 чорний пішак · e7 білий пішак · g7 чорний пішак · a6 чорна тура · b6 чорний пішак · e6 чорний король · g6 білий слон · b5 білий ферзь · e5 чорний слон · g5 чорний пішак · h5 білий кінь · d4 чорний пішак · f4 чорний пішак · a3 білий слон · c3 білий пішак · g3 білий пішак · a2 чорний слон · e2 білий пішак · a1 біла тура · e1 білий король · h1 біла тура | c8 білий кінь · g8 чорна тура · b7 чорний пішак · e7 білий пішак · g7 чорний пішак · a6 чорна тура · b6 чорний пішак · e6 чорний король · g6 білий слон · b5 білий ферзь · e5 чорний слон · g5 чорний пішак · h5 білий кінь · d4 чорний пішак · f4 чорний пішак · a3 білий слон · c3 білий пішак · g3 білий пішак · a2 чорний слон · e2 білий пішак · a1 біла тура · e1 білий король · h1 біла тура | c8 білий кінь · g8 чорна тура · b7 чорний пішак · e7 білий пішак · g7 чорний пішак · a6 чорна тура · b6 чорний пішак · e6 чорний король · g6 білий слон · b5 білий ферзь · e5 чорний слон · g5 чорний пішак · h5 білий кінь · d4 чорний пішак · f4 чорний пішак · a3 білий слон · c3 білий пішак · g3 білий пішак · a2 чорний слон · e2 білий пішак · a1 біла тура · e1 білий король · h1 біла тура | c8 білий кінь · g8 чорна тура · b7 чорний пішак · e7 білий пішак · g7 чорний пішак · a6 чорна тура · b6 чорний пішак · e6 чорний король · g6 білий слон · b5 білий ферзь · e5 чорний слон · g5 чорний пішак · h5 білий кінь · d4 чорний пішак · f4 чорний пішак · a3 білий слон · c3 білий пішак · g3 білий пішак · a2 чорний слон · e2 білий пішак · a1 біла тура · e1 білий король · h1 біла тура | c8 білий кінь · g8 чорна тура · b7 чорний пішак · e7 білий пішак · g7 чорний пішак · a6 чорна тура · b6 чорний пішак · e6 чорний король · g6 білий слон · b5 білий ферзь · e5 чорний слон · g5 чорний пішак · h5 білий кінь · d4 чорний пішак · f4 чорний пішак · a3 білий слон · c3 білий пішак · g3 білий пішак · a2 чорний слон · e2 білий пішак · a1 біла тура · e1 білий король · h1 біла тура | c8 білий кінь · g8 чорна тура · b7 чорний пішак · e7 білий пішак · g7 чорний пішак · a6 чорна тура · b6 чорний пішак · e6 чорний король · g6 білий слон · b5 білий ферзь · e5 чорний слон · g5 чорний пішак · h5 білий кінь · d4 чорний пішак · f4 чорний пішак · a3 білий слон · c3 білий пішак · g3 білий пішак · a2 чорний слон · e2 білий пішак · a1 біла тура · e1 білий король · h1 біла тура | 2 |
| 1 | c8 білий кінь · g8 чорна тура · b7 чорний пішак · e7 білий пішак · g7 чорний пішак · a6 чорна тура · b6 чорний пішак · e6 чорний король · g6 білий слон · b5 білий ферзь · e5 чорний слон · g5 чорний пішак · h5 білий кінь · d4 чорний пішак · f4 чорний пішак · a3 білий слон · c3 білий пішак · g3 білий пішак · a2 чорний слон · e2 білий пішак · a1 біла тура · e1 білий король · h1 біла тура | c8 білий кінь · g8 чорна тура · b7 чорний пішак · e7 білий пішак · g7 чорний пішак · a6 чорна тура · b6 чорний пішак · e6 чорний король · g6 білий слон · b5 білий ферзь · e5 чорний слон · g5 чорний пішак · h5 білий кінь · d4 чорний пішак · f4 чорний пішак · a3 білий слон · c3 білий пішак · g3 білий пішак · a2 чорний слон · e2 білий пішак · a1 біла тура · e1 білий король · h1 біла тура | c8 білий кінь · g8 чорна тура · b7 чорний пішак · e7 білий пішак · g7 чорний пішак · a6 чорна тура · b6 чорний пішак · e6 чорний король · g6 білий слон · b5 білий ферзь · e5 чорний слон · g5 чорний пішак · h5 білий кінь · d4 чорний пішак · f4 чорний пішак · a3 білий слон · c3 білий пішак · g3 білий пішак · a2 чорний слон · e2 білий пішак · a1 біла тура · e1 білий король · h1 біла тура | c8 білий кінь · g8 чорна тура · b7 чорний пішак · e7 білий пішак · g7 чорний пішак · a6 чорна тура · b6 чорний пішак · e6 чорний король · g6 білий слон · b5 білий ферзь · e5 чорний слон · g5 чорний пішак · h5 білий кінь · d4 чорний пішак · f4 чорний пішак · a3 білий слон · c3 білий пішак · g3 білий пішак · a2 чорний слон · e2 білий пішак · a1 біла тура · e1 білий король · h1 біла тура | c8 білий кінь · g8 чорна тура · b7 чорний пішак · e7 білий пішак · g7 чорний пішак · a6 чорна тура · b6 чорний пішак · e6 чорний король · g6 білий слон · b5 білий ферзь · e5 чорний слон · g5 чорний пішак · h5 білий кінь · d4 чорний пішак · f4 чорний пішак · a3 білий слон · c3 білий пішак · g3 білий пішак · a2 чорний слон · e2 білий пішак · a1 біла тура · e1 білий король · h1 біла тура | c8 білий кінь · g8 чорна тура · b7 чорний пішак · e7 білий пішак · g7 чорний пішак · a6 чорна тура · b6 чорний пішак · e6 чорний король · g6 білий слон · b5 білий ферзь · e5 чорний слон · g5 чорний пішак · h5 білий кінь · d4 чорний пішак · f4 чорний пішак · a3 білий слон · c3 білий пішак · g3 білий пішак · a2 чорний слон · e2 білий пішак · a1 біла тура · e1 білий король · h1 біла тура | c8 білий кінь · g8 чорна тура · b7 чорний пішак · e7 білий пішак · g7 чорний пішак · a6 чорна тура · b6 чорний пішак · e6 чорний король · g6 білий слон · b5 білий ферзь · e5 чорний слон · g5 чорний пішак · h5 білий кінь · d4 чорний пішак · f4 чорний пішак · a3 білий слон · c3 білий пішак · g3 білий пішак · a2 чорний слон · e2 білий пішак · a1 біла тура · e1 білий король · h1 біла тура | c8 білий кінь · g8 чорна тура · b7 чорний пішак · e7 білий пішак · g7 чорний пішак · a6 чорна тура · b6 чорний пішак · e6 чорний король · g6 білий слон · b5 білий ферзь · e5 чорний слон · g5 чорний пішак · h5 білий кінь · d4 чорний пішак · f4 чорний пішак · a3 білий слон · c3 білий пішак · g3 білий пішак · a2 чорний слон · e2 білий пішак · a1 біла тура · e1 білий король · h1 біла тура | 1 |
|   | a | b | c | d | e | f | g | h |   |

FEN: 2N3r1/1p2P1p1/rp2k1B1/1Q2b1pN/3p1p2/B1P3P1/b3P3/R3K2R
1. e4! ~ 2. e8Q Re8 3. Qe8#
1. ... de (ep.) 2. 0-0-0 Td8 3. edS#
1. ... fe  (ep.) 2. 0-0!    Tf8 3. efS#